# Federico Patetta
Federico Patetta (Cairo Montenotte, 16 febbraio 1867 – Alessandria, 28 ottobre 1945) è stato uno storico e filologo italiano.

## Biografia
Si laureò in giurisprudenza presso l'Università di Torino nel 1887. Si perfezionò a Torino, Roma e Berlino. Professore di storia del diritto italiano nell'università di Macerata nel 1892-93, insegnò successivamente nelle università di Siena e di Modena (1902-1908), Pisa, Torino e nel 1909 subentrò alla cattedra di storia del diritto italiano a Francesco Ruffini. Insegnò a Torino fino all'anno accademico 1932-33 e fu anche preside della facoltà di Giurisprudenza dal 1925 al 1933. Fu socio dell'Accademia delle scienze di Torino, socio nazionale dell'Accademia dei Lincei, socio ordinario della Regia Deputazione di storia patria per le antiche province della Lombardia, della Società senese di storia patria, membro effettivo e presidente dell'Accademia modenese di scienze, lettere e arti, socio corrispondente dell'Istituto lombardo e delle Deputazioni di storia patria per l'Umbria e per le province modenese, e nel 1933 fu nominato membro della classe di scienze morali e storiche della Reale Accademia d'Italia.
Fu bibliofilo e collezionista di libri rari e di manoscritti. Le sue indagini sulle forme delle prove nel processo barbarico, i suoi studi sulla storia del diritto romano nel Medioevo, le sue edizioni critiche di fonti, tra cui è particolarmente da segnalare quella della Summa Perusina, gli diedero subito larga rinomanza. Dopo la sua morte l'Università degli Studi di Torino acquistò tutta la sua raccolta bibliografica (incunaboli, cinquecentine eccetera) e venne costituita la Biblioteca Federico Patetta.

Ritratto di Federico Patetta in uniforme

## Opere (selezione)
- Le Ordalie. Studio di storia del diritto e scienza del diritto comparato, Torino 1890;
- Il Breviario alariciano in Italia, in Arch. giur., 1891;
- Contributi alla storia del dir. rom. nel Medioevo, in Bull. ist. dir. rom., 1891 e 1892;
- La lex Frisionum. Studi sulla sua origine e sulla critica del testo, in Memorie Acc. Torino, 1892;
- Frammenti del Codice teodosiano, in Mem. Acc. Torino, 1895;
- Adnotationes Codicum Domini Iustiniani (Summa Perusina), in Bull. ist. dir. rom., 1900;
- Studi storici e note sopra alcune iscrizioni medioevali, in Memorie Acc. Modena, 1909;
- Corso di storia del diritto italiano, parte 1ª: Introduzione, Torino 1914;
- La legislazione di Emanuele Filiberto, Torino 1928;
- La "Nencia da Barberino" attribuita arbitrariamente a Lorenzo de' Medici, Torino, 1942;